# Harimurti Kridalaksana
Harimurti Kridalaksana (* 23. Dezember 1939 in Ungaran, Niederländisch-Indien; † 11. Juli 2022 in Jakarta) war ein indonesischer Sprachwissenschaftler. Er hat Wörterbücher und andere Publikationen im Bereich der indonesischen Linguistik verfasst.
1963 absolvierte er die Universität Indonesia und erhielt seinen M.A.-Abschluss. Anschließend absolvierte er ein Aufbaustudium im Bereich Sprachdidaktik an der University of Pittsburgh (1971), wo er für den Fulbright Scholar nominiert wurde. 1973 war er Gastdozent an der University of Michigan. Im Jahr 1985 wurde er mit dem Humboldt-Fellow-Preis ausgezeichnet. Er war außerdem Forscher und Dozent an der Johann Wolfgang Goethe-Universität Frankfurt am Main. Er promovierte 1987 an der Universität Indonesia.
Er war Autor von über 100 wissenschaftlichen Artikeln und über 20 Büchern auf dem Gebiet der Linguistik. Er hat auch soziolinguistische Themen behandelt. Er war Mitglied wissenschaftlicher Organisationen, so der Linguistic Society of America, Masyarakat Linguistik Indonesia, International Association of Cognitive Linguistics.
Er starb im Juli 2022 im Alter von 82 Jahren in Jakarta.

## Veröffentlichungen (Auswahl)
- Kamus sinonim bahasa Indonesia (1977)
- Kamus Linguistik (1982)
- Rintisan dalam linguistik Indonesia kumpulan karangan (1984)
- Tatabahasa deskriptif bahasa Indonesia: sintaksis (1985)
- Kelas kata dalam bahasa Indonesia (1986)
- Beberapa prinsip perpaduan leksem dalam bahasa Indonesia (1987)
- Pembentukan kata dalam bahasa Indonesia (1989)
- Masa lampau bahasa Indonesia: sebuah bunga rampai (1991)